# Đảng Dân chúng Đài Loan
Đảng Nhân dân Đài Loan (TPP) là một đảng chính trị trung tả ở Trung Hoa Dân Quốc (Đài Loan). Nó được chính thức thành lập vào ngày 6 tháng 8 năm 2019 bởi Kha Văn Triết, người giữ chức chủ tịch đầu tiên và hiện tại. Đảng tự coi mình là một sự thay thế bên thứ ba cho cả Dân chủ Tiến bộ Đảng và Trung Quốc Quốc dân Đảng.